# Белл (остров, Аляска)
Белл (англ. Bell Island) — остров в составе архипелага Александра, вблизи юго-восточного побережья штата Аляска, США.
Расположен в проливе Бем-Канал, к северу от острова Ревильяхихедо. Составляет примерно 14 км в длину. Максимальная высота — 186 м над уровнем моря.